# Rejonowe zarządy infrastruktury
Rejonowe zarządy infrastruktury (RZI) – jednostki organizacyjne Ministerstwa Obrony Narodowej podlegające pod Inspektorat Wsparcia Sił Zbrojnych. Obecnie w Polsce funkcjonuje 12 rejonowych zarządów infrastruktury, które swoim działaniem obejmują poszczególne województwa w zasięgu których zostały ulokowane.

## Zadania
Rejonowe zarządy infrastruktury realizują zadania w zakresie infrastruktury ogólnowojskowej, szkoleniowej i specjalnej w obrębie:
- działalności inwestorskiej,
- gospodarowania nieruchomościami będącymi w trwałym zarządzie Ministra Obrony Narodowej oraz wykorzystywanymi na innych podstawach prawnych,
- utrzymania i eksploatacji nieruchomości,
- gospodarki sprzętem technicznym, kwaterunkowym, pożarniczym i środkami gaśniczymi,
- działalności warsztatowo-usługowej.

Do zakresu działań RZI należy m.in.:
- sprawowanie specjalistycznego nadzoru nad terenowymi organami infrastruktury,
- przygotowanie dokumentacyjne dla zadań remontowo-inwestycyjnych z zachowaniem procedur stosowanych w dziale obrony narodowej i procedur przetargowych,
- przygotowywanie, organizowanie i nadzór procesu inwestycyjnego przy budowie, modernizacji i remoncie obiektów przeznaczonych dla wojska.

## Historia
Na mocy rozkazów poszczególnych dowódców okręgów wojskowych w 1952 roku powołano w całej Polsce wojskowe zarządy kwaterunkowe (m.in. w lutym w Zielonej Górze, w marcu w Szczecinie i Lublinie, w maju we Wrocławiu).
W wyniku decyzji o rozszerzeniu działania wojskowych zarządów kwaterunkowych w roku 1956 nastąpiła zmiana nazwy na wojskowe rejonowe zarządy kwaterunkowe (WRZK).
Powierzenie nowych zadań dotyczących budownictwa wojskowego w zakresie rozbudowy jednostek wojskowych oraz budownictwa mieszkaniowego na potrzeby kadry zawodowej spowodowało w latach 1958-1959 zmianę nazwy na wojskowe rejonowe zarządy kwaterunkowo-budowlane (WRZKB). Powstały też wydziały i sekcje.
1 lipca 1998 w wyniku kolejnej restrukturyzacji związanej z reorganizacją służby zakwaterowania i budownictwa WRZKB zostały podporządkowane bezpośrednio dyrektorowi Departamentu Infrastruktury MON i przemianowane na rejonowe zarządy infrastruktury.
1 stycznia 2008 rejonowe zarządy infrastruktury zostały podporządkowane szefowi Inspektoratu Wsparcia Sił Zbrojnych.

## Organizacja
Obecnie w Polsce funkcjonuje dwanaście rejonowych zarządów infrastruktury:
- 12 Terenowy Oddział Lotniskowy w Warszawie
- 17 Terenowy Oddział Lotniskowy w Gdańsku
- Stołeczny Zarząd Infrastruktury w Warszawie
- Wojskowy Zarząd Infrastruktury w Poznaniu
- Rejonowy Zarząd Infrastruktury w Bydgoszczy
- Rejonowy Zarząd Infrastruktury w Gdyni
- Rejonowy Zarząd Infrastruktury w Krakowie
- Rejonowy Zarząd Infrastruktury w Lublinie
- Rejonowy Zarząd Infrastruktury w Olsztynie
- Rejonowy Zarząd Infrastruktury w Szczecinie
- Rejonowy Zarząd Infrastruktury we Wrocławiu
- Rejonowy Zarząd Infrastruktury w Zielonej Górze

Niektóre rejonowe zarządy infrastruktury posiadają gospodarstwa pomocnicze – wojskowe zakłady remontowo-budowlane (ZRB).
Od 1 stycznia 2006 roku do 2011 roku rejonowym zarządom infrastruktury podporządkowane były wojskowe administracje koszar (WAK), następnie zlikwidowane i zastąpione przez jednostki logistyczne — wojskowe oddziały gospodarcze (WOG), podlegające regionalnym bazom logistycznym.